# Sztygarówka w Wieliczce

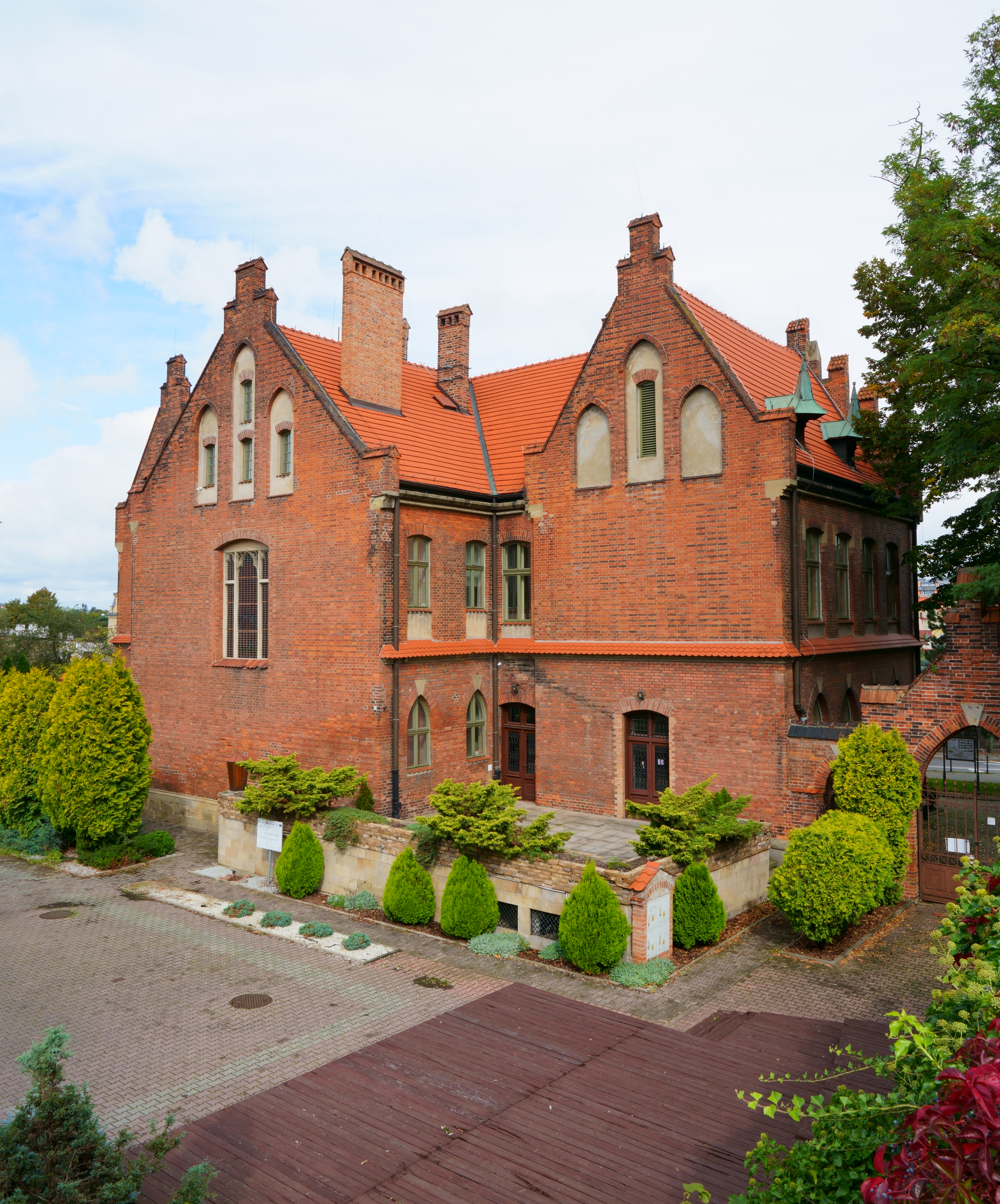
Sztygarówka od strony Alei Jana Pawła II

Sztygarówka – neogotycki budynek znajdujący się przy ul. Dembowskiego 2 w Wieliczce. 

## Historia
Budynek wzniesiony został na cześć cesarza Franciszka Józefa I w 1898 w 50-tą rocznicę objęcia przez niego tronu. Zaprojektował go architekt prof. Tadeusz Dołęga-Mostowski. Pracami budowlanymi kierował inż. Ignacy Miarczyński. Początkowo gmach mieścił Szkołę Górniczą oraz Muzeum Salinarne. Był główną siedzibą Starostwa Powiatowego w Wieliczce przed przeniesieniem do nowych budynków przy Rynku Górnym 2 i ul. Słowackiego 9. 
14 października 1985 budynek został wpisany do rejestru zabytków.

## Architektura
Budynek o surowej fasadzie posiada na pierwszym piętrze aulę z plafonem bogato zdobionym sztukaterią.